# Yongxing Dao
Yongxing Dao (chinesisch 永興島 / 永兴岛, Pinyin Yǒngxīng Dǎo),  vietn. Đảo Phú Lâm, auch engl. Woody Island, deutsch Woody-Insel, ist eine zur Inselgruppe der Xuande Qundao (chinesisch 宣德群島, Pinyin Xuāndé Qúndǎo, englisch Amphitrite Group) der Paracel-Inseln (Xisha-Inseln) gehörende, ca. 2 km² große Koralleninsel im Südchinesischen Meer.
Die Insel wird seit 1946 durch die Republik China und seit 1956 von der Volksrepublik China kontrolliert, wird aber auch von Vietnam und Taiwan (Republik China) beansprucht.

## Geschichte
Im Zweiten Weltkrieg besetzte Japan die Insel. Nach der japanischen Kapitulation benannte die chinesische Regierung die Woody-Insel um in „Yongxing“-Insel nach einem ihrer Kriegsschiffe, der Yung-hsing (永興號).
Seit dem 24. Juli 2012 befindet sich der Sitz der Volksregierung der chinesischen bezirksfreien Stadt Sansha, Provinz Hainan, auf der Insel, die zuvor auch Verwaltungssitz der „Dienststelle der Xisha-, Nansha- und Zhongsha-Inseln“ gewesen war.
Ab 2015 baute die VR China mit großem Aufwand die Insel aus und errichtete militärische Einrichtungen.
Drei Luftwaffenstützpunkte auf den Spratly-Inseln und ein weiterer auf Woody Island ermöglichen es chinesischen Militärflugzeugen, über einen Großteil des Südchinesischen Meeres zu operieren. Entsprechendes gilt für die Radarabdeckung.

## Administrative Gliederung
Auf der Insel gibt es zwei Verwaltungseinheiten der Stadt Sansha:
- Einwohnergemeinschaft Yongxing (永兴社区), Sitz der Stadtregierung;
- Dorf Yongxing (永兴村).